# Michelle DiBucci
Michelle DiBucci (* in Pittsburgh) ist eine US-amerikanische Komponistin. 

## Leben
DiBucci schreibt für Theater, Oper, Tanz und Film und unterrichtet seit 1992 an der Juilliard School in New York City. Dort lehrt sie Musikwissenschaft (Schauspiel), Musiktheorie und -analyse.

## Werke
- Basetrack, UA  11. November 2014, Next Wave Festival, Brooklyn Academy of Music.
- Charlotte Salomon: Der Tod und die Malerin, eine Ballettoper. Auftrag des Musiktheater im Revier, Choreographie Bridget Breiner.